# Дублинский технологический институт
Дублинский технологический институт (англ.  Dublin Institute of Technology, DIT) — один из крупнейших вузов Дублина и Ирландии. Специализируется на технических направлениях образования (инженерные специальности и информационные технологии), имеет также специализацию по искусству, гуманитарным наукам, туризму, сервису, гостиничному делу, маркетингу, дизайну и т.д. Официально основан в 1992 году путем объединения шести колледжей (по уставу DIT), но ad hoc был организован еще в 1978 году. Старейший колледж института, технологический, имеет 125-летнюю историю, поскольку был основан еще в 1887 году. По своей сути является университетом, хотя по названию – институт.
Как и большинство учебных заведений "третьего уровня" Ирландии, в зависимости от продолжительности обучения и типа образовательной программы, предлагает многоступенчатую систему получения образования. Может предоставлять ученые степени бакалавра (3 или 4 года обучения), магистра (плюс еще один-два года обучения или исследований), доктора (минимум три года научных исследований). Звание профессора тоже присваивается в DIT. Кроме того, после успешного завершения двух курсов бакалаврских программ можно прекратить обучение (факультативно) и получить так называемый "высший сертификат" (англ. The Higher Certificate, ирл. Ardteastas), соответствующий уровню 6 ирландской системы образования. Такой высший сертификат является характерным видом профессионального образования для всех технологических институтов страны.
Общественный (англ. Publicly-funded) по типу, входит в состав Ассоциации университетов Европы.
Учебные корпуса и колледжи института разбросаны по центральной части ирландской столицы. Планируется их перенесение в единный новый кампус в западной части города.
На сегодняшний день в DIT учится около 22 000 студентов, включая дневную, вечернюю формы обучения, а также "последипломников". Кроме того, здесь обучается около 1000 международных студентов. Всего на 6 факультетах предлагается более 300 разнообразных образовательных программ.

## Структура
В состав DIT входят 6 колледжей и 6 факультетов:
- Технологический колледж, Кевин-стрит (1887 г.)
- Музыкальный колледж (1890 г.)
- Торговый колледж (1901 г.)
- Колледж маркетинга и дизайна (1905 г.)
- Технологический колледж, Болтон-стрит (1911 г.)
- Колледж общественного питания (1941 г.)
- Факультет прикладных искусств
- Факультет искусственной среды
- Факультет бизнеса
- Инженерный факультет
- Факультет естественных наук
- Факультет туризма и питания

Каждый факультет, в свою очередь, представлен соответствующими школами. Так, например, в состав Факультета наук входит 5 школ: Школа биологических Наук, Школа химии и фармацевтических наук, Школа математики, Школа физики, а также Компьютерная школа

## Рейтинг института
По состоянию на сентябрь 2010 года DIT входил в топ 400 университетов мира, занимая 6-ю позицию среди вузов Ирландии.

## Известные выпускники
- Берти Ахерн – премьер-министр Ирландии с 1997 по 2008 год.
- Брендан Биэн – ирландский писатель
- Брайан Керр - тренер сборной Ирландии по футболу с 2003 по 2005 год
- Донал Глисон – ирландский актер, режиссер и писатель
- Стивен Роуч — бывший ирландский шоссейный велогонщик, выигравший в 1987 году Джиро д’Италия, Тур де Франс и чемпионат мира.